# 409e Escadron d'appui tactique
Le 409e Escadron d'appui tactique canadien de la Force aérienne du Canada, surnommé Nighthawks, fut formé le 17 juin 1941 à Digby, Angleterre. Le 24 août 1944, il quitte l'Angleterre et s'installe en France. Constituant alors un escadron nocturne, il remporte 61½ victoires durant la Seconde Guerre mondiale. Basé aux Pays-Bas à la fin du conflit en Europe, il est dissous en juillet 1945.
Le 1er octobre 1954, l'escadre est reconstituée à la Base militaire de Comox, Colombie-Britannique pour pallier les tensions suscitées par la Guerre de Corée puis par la Guerre froide.
C'est en 1984 que l'escadre s'installe à la Base militaire de Cold Lake à Cold Lake, Alberta. En juin 1985, l'escadron déménage à Baden, en Allemagne comme force de l'OTAN et prend part à l'opération Tempête du désert de la guerre du Golfe en 1991. L'escadron est ensuite dissous puis réintégré à la Base militaire de Comox de 1993 à 1994 avant d'être encore dissous.
Le 6 juillet 2006, il renaît à la Base militaire de Cold Lake de la fusion du 416e Escadron et du 441e Escadron.

## Histoire

### Avions de l'escadre
| Période                              | Modèle               | Rôle                | Photo |  |
| ------------------------------------ | -------------------- | ------------------- | ----- |  |
| Seconde Guerre mondiale              |                      |                     |       |  |
| Juillet 1941 - septembre 1941        | Defiant NFI (KP)     | Avion de chasse     |       |  |
| Août 1941 - Juin 1942                | Beaufighter II (KP)  | Avion de chasse     |       |  |
| Juin 1942 - Août 1944                | Beaufighter VIF (KP) | Avion de chasse     |       |  |
| Avril 1944 - juin 1945               | Mosquito XIII (KP)   | Chasseur-bombardier |       |  |
| Dissolution de l'escadre (1945-1954) |                      |                     |       |  |
| Novembre 1954 - 1984                 | CF-100 Canuck        | Avion de chasse     |       |  |
| Novembre 1954 - 1984                 | CF-101 Voodoo        | Avion de chasse     |       |  |
| 1984 -                               | CF-18 Hornet         | Avion de chasse     |       |  |

## Sources
- Force aérienne du Canada - 409e Escadron
- Canada's Air Force History - Squadrons - No. 409 Squadron